# LibreOffice
LibreOffice is een kantoorsoftwarepakket ontwikkeld door The Document Foundation en beschikbaar voor Windows, OS X, Android en Linux. LibreOffice is een fork van OpenOffice.org. LibreOffice is vrij en gratis verkrijgbare software.

## Ontstaan
In september 2010 stapten ontwikkelaars van OpenOffice.org uit het project, nadat het eigendom was geworden van Oracle doordat dit bedrijf Sun had overgenomen. De ontwikkelaars richtten "The Document Foundation" op en ontwikkelden het OpenOffice.org-pakket voorlopig verder als LibreOffice. Hiervoor gebruikten ze de bètaversie van OpenOffice.org 3.3. Verschillende andere softwarebedrijven sloten zich bij hen aan. Vanaf dat moment was het ontwikkelen van LibreOffice een feit.
De merknaam LibreOffice was oorspronkelijk bedoeld als tijdelijke merknaam, omdat men hoopte dat Oracle de naam OpenOffice.org zou afstaan aan The Document Foundation en zich eveneens zou aansluiten. Oracle weigerde dit en eiste het vertrek bij OpenOffice.org van alle betrokken ontwikkelaars. Eind oktober 2010 stapten 33 ontwikkelaars over.
Op dit moment gebruiken onder andere Arch, Canonical, Novell en Red Hat LibreOffice in hun besturingssystemen.

## Kenmerken
LibreOffice is gebaseerd op OpenOffice.org en heeft daar nog de zichtbare kenmerken van. Zo lijkt de gebruikersinterface nog steeds sterk op die van OpenOffice.org en zijn zelfs de namen van de verschillende pakketonderdelen hetzelfde gebleven. Het pakket is wat dat betreft dus een doorontwikkeling van wat de ontwikkelaars gemaakt hebben voor OpenOffice, onder een andere naam. LibreOffice maakt gebruik van de Tango-pictogrammen.
Sinds LibreOffice 5.3 is er een nieuwe, experimentele gebruikersinterface genaamd Muffin. De nieuwe GUI is vergelijkbaar met Ribbon, dat door Microsoft is ontwikkeld voor Microsoft Office.

## Modules

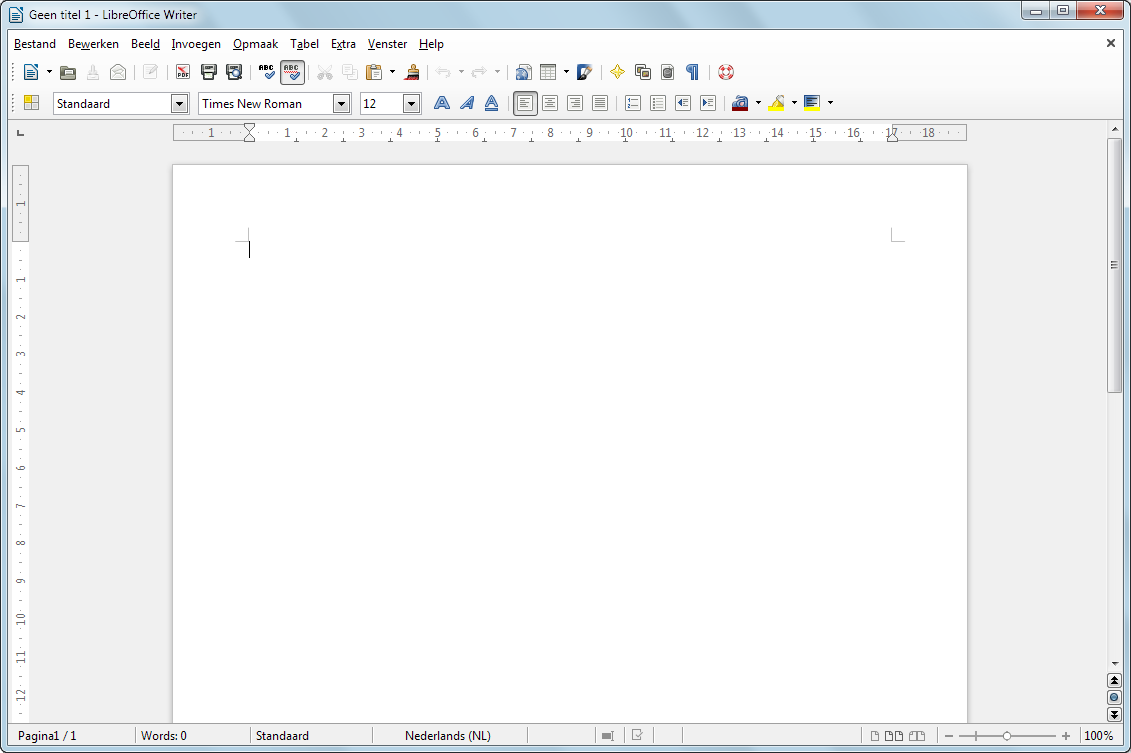
LibreOffice Writer

Het pakket bestaat uit de volgende programma's:
- Writer voor tekstdocumenten en HTML-documenten (vergelijkbaar met Microsoft Word);
- Calc voor rekenbladen (spreadsheets) (vergelijkbaar met Microsoft Excel);
- Base voor databases (vergelijkbaar met Microsoft Access);
- Draw voor tekeningen (vectortekeningen, vergelijkbaar met Microsoft Visio);
- Impress voor presentaties (vergelijkbaar met Microsoft PowerPoint);
- Math voor formules.

Deze programma's kunnen bestanden in verschillende formaten openen en opslaan. Standaard worden documenten opgeslagen in het OpenDocument-formaat, dat in essentie een ZIP-archief van XML-bestanden (en eventueel bijhorende afbeeldingen) is. Andere bestandsformaten worden ook ondersteund, zoals de meeste bestandsformaten uit de Microsoft Office-bundel die het OOXML-formaat gebruiken. Ook bestaat er de mogelijkheid om pdf te exporteren.

## Versies

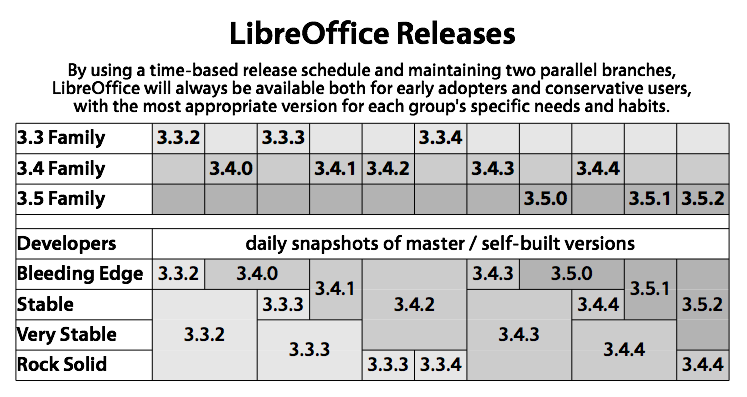
Tabel met het vrijgaveritme

The Document Foundation neemt zich voor om elke zes maanden een nieuwe hoofdversie vrij te geven.
The Foundation biedt twee verschillende hoofdversies van LibreOffice aan. De laatste hoofdversie (Fresh) is voor gebruikers die uit zijn op de nieuwste verbeteringen en toevoegingen, terwijl de voorlaatste (Still) meer bestemd is voor gebruikers die een hoge stabiliteit verkiezen boven de nieuwste wijzigingen.